# Don Haskins Center
Don Haskins Center, anteriormente conhecido como Special Events Center, é uma arena localizada na cidade de El Paso, Texas. Arquiteto por B. W. Crane Architects, o local foi inaugurado em 3 de fevereiro de 1977, com um custo estimado em dez milhões de dólares estadunidenses. Além disso, sua capacidade para eventos de basquetebol é de 11,892 assentos.